# Tyrannochthonius setiger
Tyrannochthonius setiger är en spindeldjursart som beskrevs av Volker Mahnert 1997. Tyrannochthonius setiger ingår i släktet Tyrannochthonius och familjen käkklokrypare. Inga underarter finns listade i Catalogue of Life.